# Вілсон (Огайо)
Вілсон (англ. Wilson) — селище (англ. village) в США, в округах Монро і Бельмонт штату Огайо. Населення — 129 осіб (2020).

## Географія
Вілсон розташований за координатами 39°51′38″ пн. ш. 81°4′9″ зх. д. / 39.86056° пн. ш. 81.06917° зх. д. (39.860528, -81.069049).  За даними Бюро перепису населення США в 2010 році селище мало площу 1,22 км², з яких 1,07 км² — суходіл та 0,15 км² — водойми.

## Демографія
Згідно з переписом 2010 року, у селищі мешкало 125 осіб у 56 домогосподарствах у складі 37 родин. Густота населення становила 103 особи/км².  Було 68 помешкань (56/км²).
Расовий склад населення:
| - 96,0 % — білих |

До двох чи більше рас належало 4,0 %. Частка іспаномовних становила 2,4 % від усіх жителів.
За віковим діапазоном населення розподілялося таким чином: 20,0 % — особи молодші 18 років, 54,4 % — особи у віці 18—64 років, 25,6 % — особи у віці 65 років та старші. Медіана віку мешканця становила 49,8 року. На 100 осіб жіночої статі у селищі припадало 111,9 чоловіків;  на 100 жінок у віці від 18 років та старших — 117,4 чоловіків також старших 18 років.
Середній дохід на одне домашнє господарство  становив 63 757 доларів США (медіана — 46 667), а середній дохід на одну сім'ю — 71 703 долари (медіана — 47 292). За межею бідності перебувало 8,7 % осіб, у тому числі 10,7 % дітей у віці до 18 років та 10,3 % осіб у віці 65 років та старших.
Цивільне працевлаштоване населення становило 45 осіб. Основні галузі зайнятості: освіта, охорона здоров'я та соціальна допомога — 24,4 %, сільське господарство, лісництво, риболовля — 20,0 %, мистецтво, розваги та відпочинок — 13,3 %, роздрібна торгівля — 11,1 %.